# Castel di Sangro Calcio 2002-2003
Questa pagina raccoglie le informazioni riguardanti il Castel di Sangro Calcio nelle competizioni ufficiali della stagione 2002-2003.